# Ідеальний день (фільм, 2015)
«Ідеальний день» — іспанська стрічка Фернандо Леона де Араноа, яку вперше продемонстрували на «Двотижневику режисерів» у 2015.

## Сюжет
Події відбуваються на Балканах. Троє співробітників гуманітарної служби намагаються дістати труп з колодязя, який кинули туди, щоб отруїти воду. Мотузка рветься. Герої вирушають у небезпечну подорож через зони воєнного конфлікту, щоб знайти мотузку.

## У ролях
| Актор             | Роль   |
| ----------------- | ------ |
| Бенісіо дель Торо | Мамбру |
| Тім Роббінс       | Б      |
| Ольга Куриленко   | Катя   |
| Мелані Тьєррі     | Софі   |
| Федя Стукан       | Дамір  |
| Ельдар Резидович  | Нікола |
| Сержі Лопес       | Гойо   |

## Створення фільму

### Виробництво
Зйомки фільму проходили в Куенці, Малазі, Гранаді.

### Знімальна група
- Кінорежисер — Фернандо Леон де Араноа
- Сценаристи — Фернандо Леон де Араноа, Дієго Фаріас
- Кінопродюсери — Фернандо Леон де Араноа, Жауме Роурес
- Виконавчі продюсери — Патрисія де Манс, Хав'єр Мендес
- Композитор — Арнау Баталлер
- Кінооператор — Алекс Каталан
- Кіномонтаж — Начо Руїс Капіллас
- Художник-постановник — Цезар Макаррон
- Артдиректор — Цезар Макаррон
- Художники по костюмах — Фернандо Гарсія
- Підбір акторів — Камілла-Валентайн Ісола[3].

### Саундтреки
| Виконавець                                     | Назва пісні                                 | Автори                                                             |
| ---------------------------------------------- | ------------------------------------------- | ------------------------------------------------------------------ |
| Marilyn Manson                                 | «Sweet Dreams (Are Made of This)»           | Енні Леннокс, Девід Стюарт                                         |
| The Velvet Underground                         | «Venus in Furs»                             | Лу Рід                                                             |
| Лу Рід                                         | «There Is No Time»                          | Лу Рід                                                             |
| Марлен Дітріх                                  | «Where Have All the Flowers Gone»           | Піт Сіґер                                                          |
| Ramones                                        | «Pinhead»                                   | Томмі Рамон, Ді Ді Рамон, Джонні Реймон, Джоуї Рамон               |
| Buzzcocks                                      | «TTT»                                       | Піт Шеллі                                                          |
| Хако Обич                                      | «На Дрини ћуприја»                          | Хасіб Хако Обич                                                    |
| Gogol Bordello                                 | «East Infection»                            | С. Рябцев, Р. Мош'як, Я. Леменев, О. Каплан, І. Фергюсон, Є. Гудзь |
|                                                | «Ain't No Way»                              | Робін Локслі, Джей Гоук                                            |
| Пол Росон, Даніель Фаррант                     | «One for the Road»                          |                                                                    |
| Хако Обич                                      | «Halali mi majko»                           | Хабіб Шакоорі                                                      |
| X, Іксен Червенка, Біллі Зум, Д. Дж. Боунбрейк | «Your Phone's Off The Hook, But You're Not» | Іксен Червенка, Джон Доу                                           |
| Блюс Сарачено                                  | «Evil Ways»                                 |                                                                    |
| Мік Лістер, Джилс Едвард Палмер                | «Foreigner The Damage is Done»              |                                                                    |
| Ніколас Джозеф Нолан                           | «Hush My Mouth»                             |                                                                    |

## Сприйняття

### Критика
Фільм отримав змішані відгуки. На сайті Rotten Tomatoes оцінка стрічки становить 73 % на основі 51 відгука від критиків (середня оцінка 6,7/10) і 53 % від глядачів із середньою оцінкою 3,3/5 (1 540 голосів). Фільму зарахований «стиглий помідор» від кінокритиків та «розсипаний попкорн» від глядачів, Internet Movie Database — 6,8/10 (14 412 голосів), Metacritic — 60/100 (19 відгуків критиків) і 6,6/10 від глядачів (29 голосів).

### Номінації та нагороди
| Нагороди та номінації фільму «Ідеальний день» | Нагороди та номінації фільму «Ідеальний день» | Нагороди та номінації фільму «Ідеальний день» | Нагороди та номінації фільму «Ідеальний день» | Нагороди та номінації фільму «Ідеальний день» | Нагороди та номінації фільму «Ідеальний день» |
| Рік                                           | Кінофестиваль/кінопремія                      | Категорія/нагорода                            | Номінант                                      | Результат                                     |                                               |
| --------------------------------------------- | --------------------------------------------- | --------------------------------------------- | --------------------------------------------- | --------------------------------------------- | --------------------------------------------- |
| 2015                                          | Гамбурзький кінофестиваль                     | «Кіномистецтво»                               | Фернандо Леон де Араноа                       | Номінація                                     |                                               |
| 2015                                          | Міжнародний кінофестиваль у Мельбурні         | Найкращий художній фільм                      | Фернандо Леон де Араноа                       | Номінація                                     |                                               |
| 2016                                          | Спілка кіносценаристів Іспанії                | Найкращий фільм                               | Фернандо Леон де Араноа                       | Номінація                                     |                                               |
| 2016                                          | Спілка кіносценаристів Іспанії                | Найкращий режисер                             | Фернандо Леон де Араноа                       | Номінація                                     |                                               |
| 2016                                          | Спілка кіносценаристів Іспанії                | Найкращий актор                               | Бенісіо дель Торо                             | Номінація                                     |                                               |
| 2016                                          | Спілка кіносценаристів Іспанії                | Найкращий адаптований сценарій                | Фернандо Леон де Араноа, Дієго Фаріас         | Номінація                                     |                                               |
| 2016                                          | Спілка кіносценаристів Іспанії                | Найкраща робота оператора                     | Алекс Каталан                                 | Номінація                                     |                                               |
| 2016                                          | Спілка кіносценаристів Іспанії                | Найкращий монтаж                              | Начо Руїс Капіллас                            | Номінація                                     |                                               |
| 2016                                          | «Ферос»                                       | Найкращий режисер                             | Фернандо Леон де Араноа                       | Номінація                                     |                                               |
| 2016                                          | «Ферос»                                       | Найкращий фільм: Комедія                      | Фернандо Леон де Араноа                       | Номінація                                     |                                               |
| 2016                                          | «Ферос»                                       | Найкращий сценарій                            | Фернандо Леон де Араноа, Дієго Фаріас         | Номінація                                     |                                               |
| 2016                                          | «Ферос»                                       | Найкращий постер                              | «Ідеальний день»                              | Номінація                                     |                                               |
| 2016                                          | «Гойя»                                        | Найкращий адаптований сценарій                | Фернандо Леон де Араноа                       | Перемога                                      |                                               |
| 2016                                          | «Гойя»                                        | Найкращий актор другого плану                 | Тім Роббінс                                   | Номінація                                     |                                               |
| 2016                                          | «Гойя»                                        | Найкращий режисер                             | Фернандо Леон де Араноа                       | Номінація                                     |                                               |
| 2016                                          | «Гойя»                                        | Найкращий монтаж                              | Начо Руїс Капіллас                            | Номінація                                     |                                               |
| 2016                                          | «Гойя»                                        | Найкращі костюми                              | Фернандо Гарсія                               | Номінація                                     |                                               |
| 2016                                          | «Гойя»                                        | Найкраща робота оператора                     | Алекс Каталан                                 | Номінація                                     |                                               |
| 2016                                          | «Гойя»                                        | Найкраще керівництво виробництвом фільму      | Луїс Фернандес Лаго                           | Номінація                                     |                                               |